# Essener Domschat

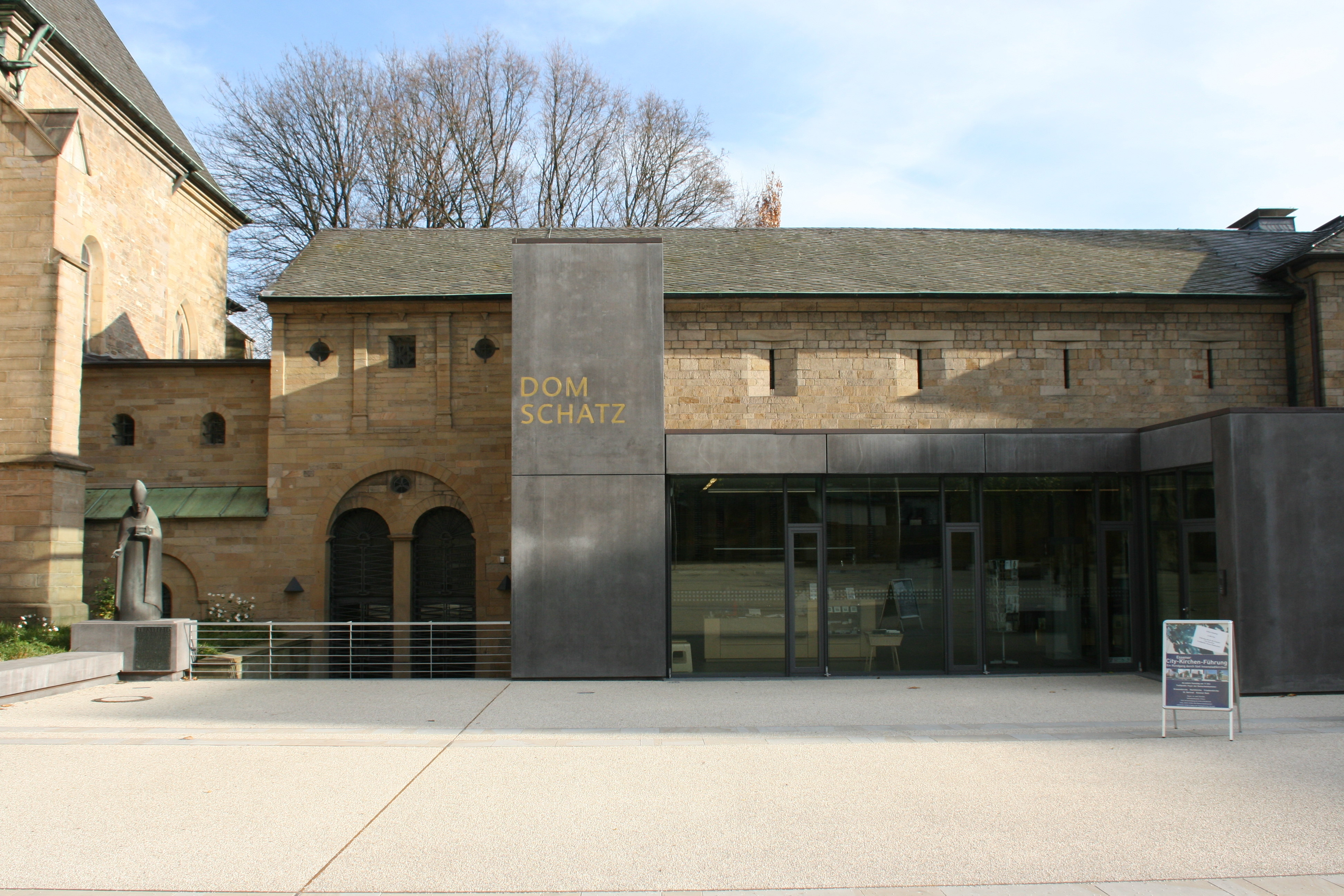
Essener Domschat

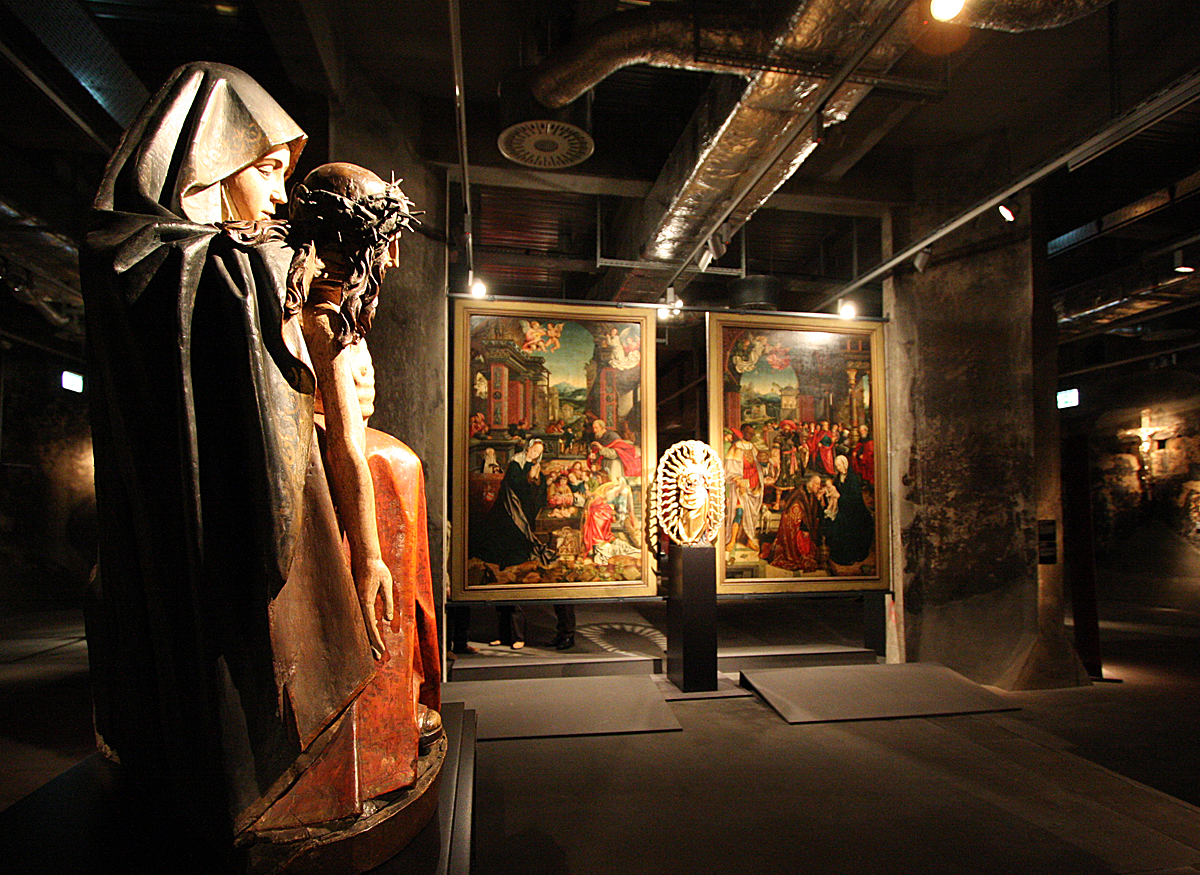
Deel van de Essener Domschat

De Essener Domschatz is een van de belangrijkste collecties van kerkelijke kunst in Duitsland.
De domschat gaat terug op schat van het voormalige Sticht Essen, die na de secularisatie van het sticht in 1803 in eigendom van de bijbehorende parochie overging. Sinds 1957 is de schat eigendom van het bisdom Essen. Omdat in de loop van de geschiedenis slechts een paar stukken van de schat, zoals de gouden schrijn van de heilige Marsus verloren zijn gegaan en daarbij ook de Essener liber ordinarius, waarin de liturgisch gebruik van de stukken wordt beschreven, behouden is gebleven, is de collectie in zijn volledigheid uniek. Daarnaast bevat de Essener domschat ook verschillende, vanuit kunsthistorisch perspectief zeer belangrijke kunstwerken, in het bijzonder uit de Ottoonse tijd.
Van bijzonder belang zijn vier processiekruisen uit de Ottoonse tijd: het Otto-Mathilde-kruis, het kruis met de grote ingewerkte emaille-afbeeldingen, het Theophanu-kruis en het Mathilde-kruis
Interessant is ook het ceremoniële zwaard van de abdissen van het Damessticht Essen.  